# William Kidd (Pirat)

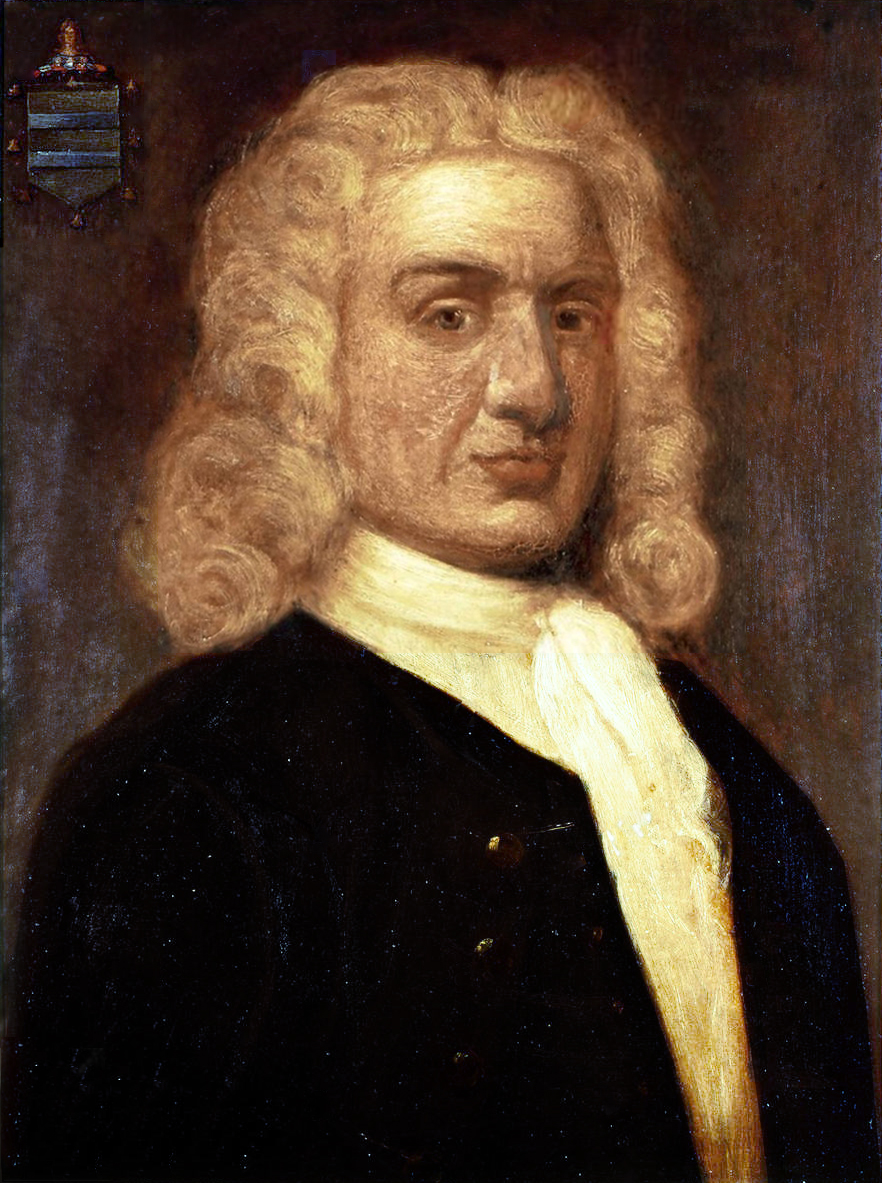
William Kidd

William Kidd (* 1654 in Greenock; † 23. Mai 1701 in London) war ein schottischer Freibeuter, der später aber als Pirat zum Tode durch den Strang verurteilt wurde.

## Leben
Kidd wurde in Schottland geboren, emigrierte später nach Amerika und ließ sich in New York City nieder. Dort heiratete er Sara Bradley Cox Oort. Sie hatten zwei Töchter miteinander: Elizabeth und Sarah Kidd. Die Heirat brachte Kidd ein beträchtliches Vermögen, und bevor er Pirat wurde, war er ein respektierter Kaufmann.
Während einer Fahrt nach England wurde Kidd eine Freibeuterlizenz angeboten, mit der er französische Schiffe kapern durfte. Vier Fünftel der Kosten wurden durch adlige Herren bezahlt, die mit zu den mächtigsten des Königreiches gehörten; der Earl of Orford, der Baron von Romney, der Herzog von Shrewsbury und Sir John Somers. Diese handelten im Namen der British East India Company. Kidd und ein Bekannter, Oberst Robert Livingston, bezahlten den Rest. Kidd musste sein Schiff Antigua verkaufen, um die Mittel aufzutreiben.
Das neue Schiff, der Dreimaster Adventure Galley, war gut geeignet für die Jagd auf Piraten; es hatte 34 Kanonen und 150 Mann Besatzung. Kidds Unternehmen war jedoch kein Erfolg vergönnt. Er hatte große Schwierigkeiten, die Kosten zu decken; die Verträge mit seinen Förderern in England und Amerika verdammten ihn mehr oder weniger zum Erfolg. Rechtlich durfte er jedoch nur französische Schiffe und Piraten angreifen.
Am 30. Oktober 1697 kam es zu einem Streit mit dem Geschützmeister William Moore. In einem anschließenden Kampf warf Kidd diesem einen metallbeschlagenen Eimer an den Kopf, worauf Moore auf das Hauptdeck hinunterstürzte und starb. Einige deuten dies als Wendepunkt, an dem Kidd sich endgültig entschloss, eine Piratenlaufbahn einzuschlagen. Jedoch kann der Vorfall auch anders gesehen werden. Es gibt viele Hinweise darauf, dass Kidds Mannschaft einen großen Anteil an der Entscheidung für „piratische“ Unternehmungen hatte, z. B. die Aufbringung von verbündeten oder neutralen Schiffen. Die Mannschaft Kidds fuhr nicht auf Heuer, wie es zu dieser Zeit allmählich auf Handelsschiffen etabliert wurde, sondern auf Anteil. Diese Konstellation bedeutete, dass sie nur dann von ihrer Arbeit profitieren konnten, wenn am Ende ausreichend Beute gemacht worden war. Kaperten sie keine Schiffe oder nur solche, auf denen wenig Beute zu finden war, war die Reise für sie ein Verlustgeschäft. Es ist daher sehr gut möglich, dass die Mannschaft Kidd bedrängte, auch neutrale oder befreundete Schiffe aufzubringen, und der tödliche Streit mit Moore nur der Gipfel solcher Auseinandersetzungen war.
Der Fall Moore ist auch deswegen wichtig, weil Gerichte zu dieser Zeit immer versuchten, angeklagte Piraten nicht nur wegen Piraterie, sondern auch wegen Mordes verurteilen zu können. Zwar stand auf beides die Todesstrafe, doch Mord galt als die „solidere“ Basis einer Verurteilung. Der Mord oder Totschlag an Moore konnte Kidd durch Aussagen der Mannschaft zweifelsfrei nachgewiesen werden, daher spielt er besonders in der späteren Urteilsfindung gegen Kidd eine Rolle. Was tatsächlich den Ausschlag für den Tod Moores gegeben hat, kann nicht zweifelsfrei geklärt werden. Jedoch kann man davon ausgehen, dass die Mannschaft sehr wahrscheinlich Druck auf Kidd ausgeübt hat und vielleicht sogar drohte zu meutern, und dass Kidd seinerseits in vielen Quellen ein hitziges, aufbrausendes Gemüt bescheinigt wurde, das eine solche Reaktion mit tödlichem Ausgang durchaus zulassen würde.

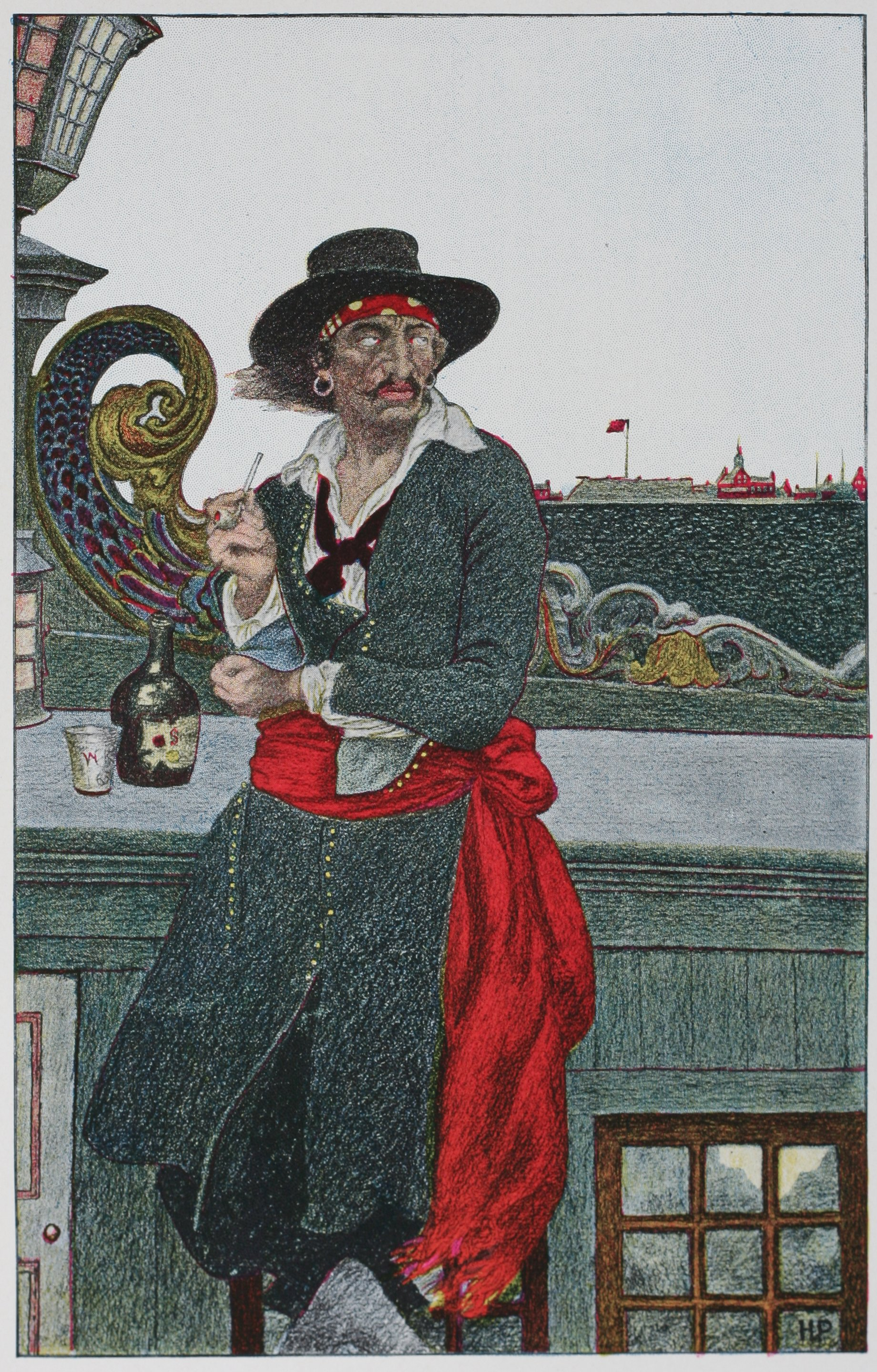
Howard Pyles Gemälde „Kidd and his ship“ (die Adventure Galley) im Hafen von New York

Im Verlauf der Fahrt ähnelten die Aktionen Kidds immer mehr denen eines Piraten als denen eines Beauftragten der Krone. Am 30. Januar 1698 kaperte er die Quedagh Merchant – ein armenisches Schiff, das scheinbar voll beladen war mit Gold, Silber, Stoffen und anderen Wertgegenständen aus Ostindien. Während er sich dem Schiff näherte, hisste er die französische Flagge. Daraufhin gab auch das Handelsschiff sich als französisch zu erkennen, weil es unter französischem Schutz segelte. Nachdem er das Schiff eingenommen hatte, stellte Kidd fest, dass der Kapitän Engländer war, worauf er vergeblich versuchte, seine Mannschaft dazu zu überreden, das Schiff an die rechtmäßigen Eigentümer zurückzugeben.
Kidd erreichte am 1. April 1698 Madagaskar. Hier traf er auf den ersten Piraten während seiner Seereise, Robert Culliford auf der Mocha Frigate. Er befahl den Angriff auf die Mocha Frigate. Zum Unglück für Kidd weigerten sich seine Männer nicht nur gegen Culliford vorzugehen, sondern liefen auch noch in Scharen und unter Mitnahme von Waffen und Ausrüstung zu ihm über. Nur 13 von ihnen blieben ihm treu. Schließlich war Kidd – um seiner eigenen Sicherheit willen – gezwungen, Culliford bei einem Trinkgelage zu versichern, dass er von ihm nichts zu befürchten habe.
Daraufhin entschied sich Kidd, nach Hause zurückzukehren. Er ließ die Adventure Galley zurück, befahl sie anzuzünden und segelte an Bord der „Quedagh Merchant“ heimwärts. Bei der Rückkehr in New York City wurde er verhaftet und in das Stone Prison gebracht. Später wurde er nach England geschickt, um sich wegen Piraterie und dem Mord an William Moore vor Gericht zu verantworten. Bis zur Verhandlung war er im berüchtigten Newgate-Gefängnis inhaftiert. Er wurde aller Anklagen für schuldig befunden und am 23. Mai 1701 im Execution Dock in London gehängt. Während der Hinrichtung riss der Strick und erst beim zweiten Versuch konnte Kidd gehängt werden. Sein Körper wurde geteert und in Ketten gelegt in einem Eisenkäfig über der Themse als Warnung für künftige Piraten aufgehängt.
Kidds Unterstützer aus der Whigpartei wurden durch den Prozess beschämt. Diese politischen Einflüsse können auch als Grund dafür gelten, dass Kidds Fall überhaupt so bekannt geworden ist und bis heute als umstritten gilt. Die gesamtpolitische Dimension in Kidds Fall verdeutlicht die Tatsache, dass Kidd der einzige Pirat seines Zeitalters gewesen ist, der sich je vor dem englischen Unterhaus rechtfertigen musste. Die Sekundärliteratur über Kidd beschäftigt sich dementsprechend viel mit der Gewichtung des politischen Einflusses in Kidds Urteil und Rufbildung.

## Kidds Schatz
Aus widersprüchlichen Angaben über den Wert der Ladung der Quedagh Merchant einerseits und die verschiedenen Beuteanteile der Mannschaft andererseits entstand die Legende über Captain Kidds vergrabenen Schatz.
Mit Erlaubnis der Besitzer vergrub Kidd einen aus Gold, Silber und Edelsteinen bestehenden Schatz auf dem der Insel Long Island vorgelagerten Gardiners Island. Nach seiner Verhaftung 1699 in Boston ließ Lord Bellomont, der damalige Gouverneur von Massachusetts, den Schatz ausgraben. Nach verbreiteter Meinung soll dies aber nur ein kleiner Teil der Beute der Quedagh Merchant gewesen sein. Diese Spekulation veranlasste zahlreiche Glücksritter, auf Gardiners Island weiter nach dem Rest des Schatzes zu suchen. Als weitere Verstecke gelten Charles Island (Connecticut), Oak Island in Kanada und die Insel Sainte Marie vor der Ostküste Madagaskars.
Die Legende wurde durch die spätere literarische Auseinandersetzung mit Kidds Schatz noch gefördert, z. B. in Edgar Allan Poes Kurzgeschichte Der Goldkäfer (The Gold-Bug). Auch ein Jugendbuch mit dem Titel „Der Schatz des Captain Kidd“ hat das Thema adaptiert.
Anfang Mai 2015 behaupteten US-Hobbyarchäologen den Fund einer größeren Anzahl Silberbarren in einem Wrack vor Sainte Marie und ordneten diesen Kidd zu, da das Wrack Kidds Schiff Adventure Galley sei. Diese Darstellung gilt als widerlegt, bei dem vorgewiesenen Barren handelte es sich um Schiffsballast aus Blei.

## Nachforschungen
Ein Team von US-Unterwasserarchäologen hat im Dezember 2007 in nur drei Meter Tiefe vor der Isla Catalina, einer winzigen Insel der Dominikanischen Republik, ein von Plünderern bisher unberührtes Wrack gefunden, welches sie als die Quedagh Merchant identifiziert haben wollen.
Das Wrack stellt ein wahres „Unterwassermuseum“ dar, da es noch den gesamten Ballast der Ladung enthält – mit wertvollen Kanonen und Ankern. Es finden sich allerdings keine Bestandteile des Schatzes, da die kostbare Ladung offenbar von Kidd vor der Versenkung des Schiffes gelöscht wurde. Historiker erhoffen sich durch den Fund Informationen über die Piraterie in der Karibik und über das Leben von Captain Kidd.

## Filme
Bereits 1922 gab es eine 15-teilige Verfilmung in einer Länge von 200 Minuten. Regie hierbei führte J. P. McGowan. Der britische Schauspieler Charles Laughton stellte William Kidd in zwei Filmen dar. 1945 spielte er William Kidd in dem Piratenfilm Unter schwarzer Flagge. Der Film erhebt jedoch nicht den Anspruch geschichtlicher Genauigkeit. Gleiches gilt für Laughtons weiteren Film Piraten wider Willen, der 1952 entstand. Hierbei handelt es sich um eine Persiflage auf Piratenfilme. Laughton bezieht sich hier eher auf seine 1945 gespielte Rolle, denn auf die historische Figur William Kidd.

## Musik
Die deutsche Heavy-Metal-Band Running Wild widmete William Kidd in ihrem Album The Rivalry einen Song namens Ballad Of William Kidd.
Auch die Band Great Big Sea widmete das Lied Captain Kidd dem schottischen Piraten.